# Methoni (Zentralmakedonien)
Methoni (griechisch Μεθώνη (f. sg.)) ist seit 2011 ein Gemeindebezirk der Gemeinde Pydna-Kolindros in der Region Zentralmakedonien im Norden Griechenlands. Er ging 2011 aus der seit 1997 bestehenden gleichnamigen Gemeinde hervor und ist in vier Ortsgemeinschaften untergliedert.

## Lage
Der Gemeindebezirk Methoni liegt am Thermaischen Golf. Nordwestlich liegt Eginio und südwestlich Pydna.

## Verwaltungsgliederung
Die Gemeinde Methoni wurde im Zuge der Gemeindereform 1997 aus den Landgemeinden Makrygialos, Methoni, Nea Agathoupoli und Paleo Eleftherochori gegründet. Die Fusion Methonis mit drei Nachbargemeinden zur neuen Gemeinde Pydna-Kolindros wurde nach der Verwaltungsreform 2010 durchgeführt, wo sie seither einen Gemeindebezirk bildet und in vier Ortsgemeinschaften untergliedert ist.
| Ortsgemeinschaft     | griechischer Name                       | Code     | Fläche (km²) | Einwohner 2011 | Dörfer und Siedlungen     |
| -------------------- | --------------------------------------- | -------- | ------------ | -------------- | ------------------------- |
| Makrygialos          | Τοπική Κοινότητα Μακρυγιάλου            | 11030301 | 12,024       | 1706           | Makrygialos, Archea Pydna |
| Methoni              | Τοπική Κοινότητα Μεθώνης                | 11030302 | 10,358       | 0741           | Methoni, Aigiannis        |
| Nea Agathoupoli      | Τοπική Κοινότητα Νέας Αγαθουπόλεως      | 11030303 | 04,612       | 0267           | Nea Agathoupoli           |
| Paleo Eleftherochori | Τοπική Κοινότητα Παλαιού Ελευθεροχωρίου | 11030304 | 08,021       | 0455           | Paleo Eleftherochori      |
| Gesamt               | Gesamt                                  | 110303   | 35,015       | 3169           |                           |